# Cavendish (månekrater)
Cavendish er et nedslagskrater på Månen. Det befinder sig på den sydvestlige del af Månens forside og er opkaldt efter den engelske kemiker og fysiker Henry Cavendish (1731 – 1810).
Navnet blev officielt tildelt af den Internationale Astronomiske Union (IAU) i 1935. 

## Omgivelser
Cavendishkrateret ligger sydvest for det større Merseniuskrater og mellem de to mindre kratere Henry mod vest-nordvest og De Gasparis mod øst-sydøst.
En rille fra Rimae de Gasparis når til den østre rand af Cavendish.

## Karakteristika
Randen i Cavendishkrateret er stærkt nedslidt, og krateret "Cavendish E" ligger over den sydvestlige del. Det mindre "Cavendish A" skærer sig ind i randen mod nordøst. På kraterbunden findes et par kratere, hvis lave rande er forbundet og dækker det meste af den centrale bund fra øst til vest.

## Satellitkratere
De kratere, som kaldes satellitter, er små kratere beliggende i eller nær hovedkrateret. Deres dannelse er sædvanligvis sket uafhængigt af dette, men de får samme navn som hovedkrateret med tilføjelse af et stort bogstav. På kort over Månen er det en konvention at identificere dem ved at placere dette bogstav på den side af satellitkraterets midte, som ligger nærmest hovedkrateret. Cavendishkrateret har følgende satellitkratere:
| Cavendish | Længde  | Bredde  | Diameter |
| --------- | ------- | ------- | -------- |
| A         | 24,0° S | 52,7° V | 10 km    |
| B         | 23,2° S | 55,1° V | 10 km    |
| E         | 25,4° S | 54,2° V | 24 km    |
| F         | 26,1° S | 54,0° V | 18 km    |
| L         | 21,7° S | 53,6° V | 5 km     |
| M         | 22,0° S | 53,8° V | 6 km     |
| N         | 22,1° S | 54,3° V | 4 km     |
| P         | 24,2° S | 51,6° V | 4 km     |
| S         | 23,8° S | 52,4° V | 5 km     |
| T         | 24,8° S | 55,2° V | 4 km     |

## Måneatlas
- Billeder af Cavendishkrateret i LPI-måneatlasset